# Pakarripa
Pakarripa fou un districte del regne de Mitanni situat aproximadament al sud-est de Washukanni.
La terra de Pakarripa es va rendir a Kili-Teshub i els seus protector hitites, i l'hurrita i el rei Piyasilis I de Karkemish, fill del rei hitita Subiluliuma I, hi van anar i en van prendre possessió i mentre eren allí els va arribar un missatge informant que els assiris marxaven contra ells; els hitites van marxar contra els assiris i aquests es van retirar sense combatre.